# Elkhart (Iowa)
Elkhart is een plaats (city) in de Amerikaanse staat Iowa, en valt bestuurlijk gezien onder Polk County.

## Demografie
Bij de volkstelling in 2000 werd het aantal inwoners vastgesteld op 362. In 2006 is het aantal inwoners door het United States Census Bureau geschat op 464, een stijging van 102 (28,2%).

## Geografie
Volgens het United States Census Bureau beslaat de plaats een oppervlakte van 3,1 km², geheel bestaande uit land.

## Plaatsen in de nabije omgeving
De onderstaande figuur toont nabijgelegen plaatsen in een straal van 16 km rond Elkhart.